# 久光製薬 リラックスタイム
『久光製薬 リラックスタイム』（ひさみつせいやくリラックスタイム）は久光製薬の一社提供で、NRN系列の民放ラジオ局で放送していたラジオ番組。
同系列 基幹地区の民放ラジオ局で放送された企画ネット番組。サブタイトル、番組のテーマは各局毎に異なっていたが、タイトル通りのゆったりした内容となっていた。1996年4月開始。2025年3月終了。

## 過去の番組タイトル
- STVラジオ
  - 「歌のある風景」（9時ですリクエストプラザ → リクエストプラザ） - コーナー自体は現在も継続中。
- ニッポン放送　
  - 「加トちゃんのハガキでチャッ！ チャッ！ チャッ！」（1996年4月 - 1997年9月）
  - 「加トちゃんの青春グラフィティ」（1997年10月 - 1998年3月）

（以上、加トちゃんのラジオでチャッ！ チャッ！ チャッ！）
  - タイトル不明（1998年3月 - 2002年9月 邦ちゃんサクちゃんのワンダフルりくえすと ヤマダ・マイ・ハウス → 山田邦子ワンダフルモーニング）
  - 「あなたへの手紙」（2002年9月 - 2007年9月　うえやなぎまさひこのサプライズ!）
  - 「私の好きな歌」（2007年10月 - 2025年3月　あなたとハッピー! ）- コーナー自体は現在も継続中。
- 東海ラジオ
  - 単独番組（開始時期不明 - 2004年9月　拝啓、お元気ですか 青山紀子です）
  - 「前略 幸せです」（2004年10月 - 2016年3月　かにタク言ったもん勝ち → 矢野きよ実・山浦ひさし 太陽とバナナ → かにタク言ったもん勝ち）
- 朝日放送
  - 「中原秀一郎のほっとリポート」（開始当初 - 1996年12月　秀さんのヤンリク時代）
  - タイトル不明（1997年1月 - 2003年9月　歌はおまかせ小山乃里子です）
  - 「ちょっと聞いて」（2003年10月 - 2009年7月　全力投球!!妹尾和夫です）
  - 「みよちゃんのなごみサロン」（2009年7月 - 2016年3月　ドッキリ！ ハッキリ！ 三代澤康司です）- ランチリクエストの企画ネット番組として、ランチリクエストの提供スポンサーのCMが前後に放送された。

全国高校野球選手権大会中継期間中はインターバル スポットで送出した。
- 九州朝日放送
  - タイトル不明（開始当初 - 2000年3月　栗田善成の元祖ラジオ本舗）
  - 「忘れられないラブソング」（2000年4月 - 2003年9月　びっくり!パワーシャベル）
  - 「感動!＄100万」（2003年10月 - 2006年3月　スター高橋 ドッキリ!マル秘報告）
  - タイトル不明（2006年4月 - 2011年4月　ブギウギラジオ）
  - 「今日も元気で」（2011年4月 - 2016年3月　9ヂカラ）
  - 「ホグシノジカン」（2016年4月 - 2025年3月　ガブリナ → 川上政行 今日もしゃべりずき！ → アサデス。ラジオ）- コーナー自体は現在も継続中。